# Folkets allians
Folkets allians är det tredje största partiet i Maldivernas parlament, majlis.
Partiledare är den förre handelsministern Abdullah Yameen, halvbror till den tidigare presidenten Maumoon Abdul Gayoom, vars  parti man samarbetat med i parlamentet allt sedan parlamentsvalet den 9 maj 2009 - det första sedan politiska partier blivit tillåtna i landet.
Folkets allians fick då nästan 5 % av rösterna (8 283 röster) och sju mandat i majlis.